# Prociphilus caryae
Prociphilus caryae är en insektsart som först beskrevs av Fitch 1856.  Prociphilus caryae ingår i släktet Prociphilus och familjen långrörsbladlöss.

## Underarter
Arten delas in i följande underarter:
- P. c. caryae
- P. c. fitchii
- P. c. arbutifoliae